# Gaston Browne
Pour les articles homonymes, voir Browne.
Gaston Browne, né le 9 février 1967 à Potters village sur l'île d'Antigua, est un homme d'État antiguayen, actuel Premier ministre d'Antigua-et-Barbuda depuis le 13 juin 2014. 
Il a conduit le parti travailliste d'Antigua, dans l'opposition depuis 2004, à la victoire lors des élections générales de 2014, à la suite de laquelle il est devenu, à 47 ans, le plus jeune premier ministre de l'histoire de l'archipel.

## Jeunesse

### Études
Gaston Browne grandit dans un quartier déshérité de l'île, élevé par son arrière-grand-mère paternelle, puis après la mort de cette dernière, il grandit dans un autre quartier pauvre. Ces conditions sociales difficiles ne l'empêchent pas de mener ses études, d'abord à l'Antigua State College dans son île natale, puis au Royaume-Uni au City Banking College et à l'Université de Manchester où il suit des études de finances jusqu'au MBA.  

### Carrière professionnelle
De retour dans son pays, il devient cadre dans le groupe bancaire Swiss American Bank dirigé par Bruce Rappaport et qui est la banque commerciale la plus importante d'Antigua et Barbuda et occupe des fonctions dans diverses grandes compagnies caribéennes, comme la LIAT. 

## Parcours politique

### Chef de l'opposition
En 1999, il entre en politique et se fait élire représentant de Saint John's. Il entre alors dans le gouvernement de Lester Bird où il devient Ministre de la Planification, du Commerce, de l'Industrie et du Service Public. Après la défaite du Parti travailliste d'Antigua en 2004, il conserve malgré tout son siège. En l'absence au parlement du chef du parti, il devient le chef de l'opposition face au gouvernement de Baldwin Spencer. Il mène le Parti lors des élections de 2009, et le nombre de représentants travaillistes augmente, mais Lester Bird, de retour au Parlement laisse malgré tout Gaston Browne comme dirigeant de l'opposition.

### Premier ministre

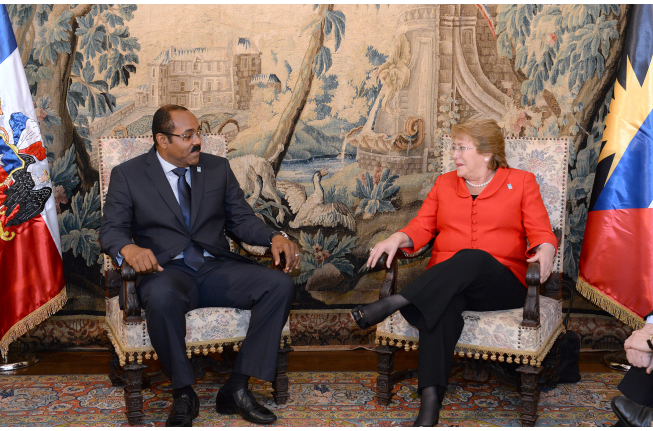
Gaston Browne en 2014 avec la présidente chilienne Michelle Bachelet.

En 2014, le Parti travailliste remporte les élections et Gaston Browne devient le plus jeune Premier ministre d'Antigua et Barbuda. Quatre ans plus-tard, il remporte à nouveau les élections législatives de 2018 et conserve son poste.
Le 6 septembre 2017, l'ouragan Irma balaye Barbuda. Browne déclare que la tempête de catégorie 5 a détruit 95 % des structures et des véhicules présents dans l'île. Les premières estimations ont montré qu'au moins 60 % des habitants de l'île sont désormais sans abri à cause de la catastrophe. Toutes les communications avec Barbuda sont interrompues pendant un certain temps; la plupart du système de communication ayant été détruit. Le 8 septembre 2017, Browne décrit la situation lors d'une interview : « La Barbuda est littéralement en ce moment des décombres » sans eau ni service téléphonique ; néanmoins il déclare que l'ouragan n'a causé qu'un seul décès. Après la catastrophe, le gouvernement a procédé à l'évacuation de toute l'île; près de 1 800 personnes ont été transférées à Antigua. 
Le même jour, le premier des trois avions cargo arrive des États-Unis, avec plus de 120 000 livres de secours pour Barbuda. Le coût est couvert par le gouvernement et par des dons de Martin Franklyn et de la Coleman Company. Une estimation publiée par Time indique que plus de 100 millions de dollars seraient nécessaires pour reconstruire les maisons et les infrastructures. Le gouvernement de Browne est ainsi confronté à un défi de taille. Philmore Mullin, directeur du Bureau national des services d'urgence d'Antigua-et-Barbuda, déclare que « toutes les infrastructures et services publics essentiels sont inexistants – approvisionnement alimentaire, médicaments, abris, électricité, eau, communications, gestion des déchets ». 

### Président de la CARICOM
Gaston Browne occupe, en tant que chef de gouvernement, la présidence tournante de la Communauté caribéenne à deux reprises. Une première fois du 1er juillet au 31 décembre 2014, en remplacement de Ralph Gonsalves avant d'être à son tour remplacé par Perry Christie. À partir du 1er juillet 2021, il assume une seconde fois la présidence de la CARICOM qui dès le début se révèle marquée par une crise internationale à la suite de l'assassinat du président haïtien Jovenel Moïse. En réaction, il appelle les dirigeants régionaux à travailler ensemble pour trouver une réponse à ce qu’il a appelé la « situation insoutenable » en Haïti.
Il reste en poste jusqu’au 31 décembre 2021, date à laquelle lui succède Johnny Briceño.